# Francesc Casilla Cortés
Francesc Casilla Cortés, conegut popularment com a Kiko Casilla (Alcover, 2 d'octubre de 1986) és un exfutbolista professional català, que jugava com a porter. va ser internacional tant amb la selecció catalana com amb l'espanyola.

## Trajectòria

### Reial Madrid
Nascut a Alcover, Casilla va començar la seva carrera amb 14 anys al Gimnàstic. Poc després es va unir a les categories de base de Reial Madrid, on va romandre durant quatre anys abans d'unir-se a l'equip del Reial Madrid C. La temporada 2005-2006, quan va ser ascendit a l'equip B va ser tercer porter, per darrere de Jordi Codina i David Cobeño. La temporada següent, amb la sortida de Cobeño al Sevilla FC, Casilla tindria més oportunitats, més amb l'arribada d'Antonio Adan, i la titularitat de Jordi, un cop més va esdevenir el tercer porter, jugant l'últim partit que va acabar en descens.

### Espanyol
L'agost de 2007, va fitxar pel RCD Espanyol per a reforçar l'equip filial. A la temporada 2007-2008 va debutar en la Primera Divisió amb la samarreta del RCD Espanyol. Concretament va ser el 20 de gener de 2008, en què el porter titular d'aleshores, Lafuente, caigué lesionat. El minut 3 de la segona part, el jove porter entrà en acció per defensar els tres pals de l'equip català. Aquell partit es jugava amb el Reial Valladolid, amb un resultat d'1-0 a favor dels castellanolleonesos, amb un gol a les acaballes del partit. Va jugar tres partits i va encaixar quatre gols.

#### Cádiz i Cartagena
En 2009, va ser cedit al Cadis CF, ajudant a l'equip a pujar a la segona divisió, però la temporada següent, no va aconseguir els bons resultats, sent criticat per multitud gaditana. en 2010, va ser cedit al Cartagena, on va ser titular sota el commando de Juan Ignacio Martínez.

### Tornada a l'Espanyol
En la temporada 2011-2012, Kiko torna al club català, amb reserva a la sortida del porter argentí Cristian Álvarez, quan es va fer càrrec de la meta de l'equip. El setembre de 2014 l'Espanyol va anunciar la renovació del jugador fins a la temporada 2017-18. La temporada 2014-15 fou un dels quatre capitans que del RCD Espanyol. L'1 de febrer de 2015, que va ser expulsat davant el Sevilla, després de defensar la pilota fora de l'àrea, amb àixo, l'equip perica és derrotat per 3-2.

### Reial Madrid
El juliol de 2015 l'Espanyol traspassà el jugador al Reial Madrid, per 6 milions d'euros, i amb un contracte per cinc temporades, en un moment en què Iker Casillas acabava de deixar el club madrileny. Hi va debutar el 31 d'octubre del 2015 en una la victòria per 3-1 davant UD Las Palmas.
Casilla fou suplent de Keylor Navas en la seva primera temporada, en què va jugar set partits oficials. Dos d'ells foren a la Lliga de Campions de la UEFA 2015–16 en fase de grups, en un torneig que l'equip va acabar guanyant.
El 9 d'agost de 2016, Casilla entrà a l'equip en lloc del lesionat Navas a la Supercopa d'Europa de futbol de 2016 en què el Madrid guanyà 3-2 el Sevilla a Trondheim. Va contribuir una mica més en el seu segon any, i el club va guanyar la lliga després de cinc anys; en la Champions League va participar en una victòria per 2–1 en fase de grups contra l'Sporting CP, i finalment l'equip guanyà novament la competició.
Durant la temporada 2017–18, Casilla va jugar dos partits de Champions League i 17 entre totes les competicions en què el Madrid va guanyar per tercer cop consecutiu i 13è en total la Champions. La següent temporada, després que el Madrid fitxés Thibaut Courtois del Chelsea FC, es va veure relegat a ser el tercer porter.

### Leeds United
El 17 de gener de 2019, Casilla, ja amb 32 anys, va marxar a l'estranger per primer cop en la seva carrera i va signar contracte per quatre anys i mig amb el Leeds United FC de l'EFL Championship. Hi va debutar nou dies després, en una victòria per 2–1 contra el Rotherham United FC.
El setembre de 2019, Casilla fou acusat de racisme pel davanter del Charlton Athletic FC Jonathan Leko en un partit entre els dos equips; The Football Association va dir que ho investigaria. He was charged by the FA but remained available for selection during the investigation. El 28 de febrer de 2020, va rebre una sanció de suspensió de vuit partits i una multa de 60,000 lliures després d'haver estat trobat culpable.
Casilla va jugar el seu primer partit a la Premier League el 16 de gener de 2021, en una derrota per 0–1 a casa contra el Brighton & Hove Albion FC. Va ser suplent del jove francès Illan Meslier durant la temporada.
El 12 de juliol de 2021, Casilla fou cedit a l'Elx CF per la temporada 2021-22. Inicialment titular, finalment va perdre la titularitat en favor d'Edgar Badia.
El contracte de Casilla amb el Leeds va acabar per mutu acord el 31 de juliol de 2022.

### Getafe CF
El 10 d'agost de 2022, Casilla va fitxar pel Getafe CF amb contracte per un any.

## Internacional

### Selecció catalana

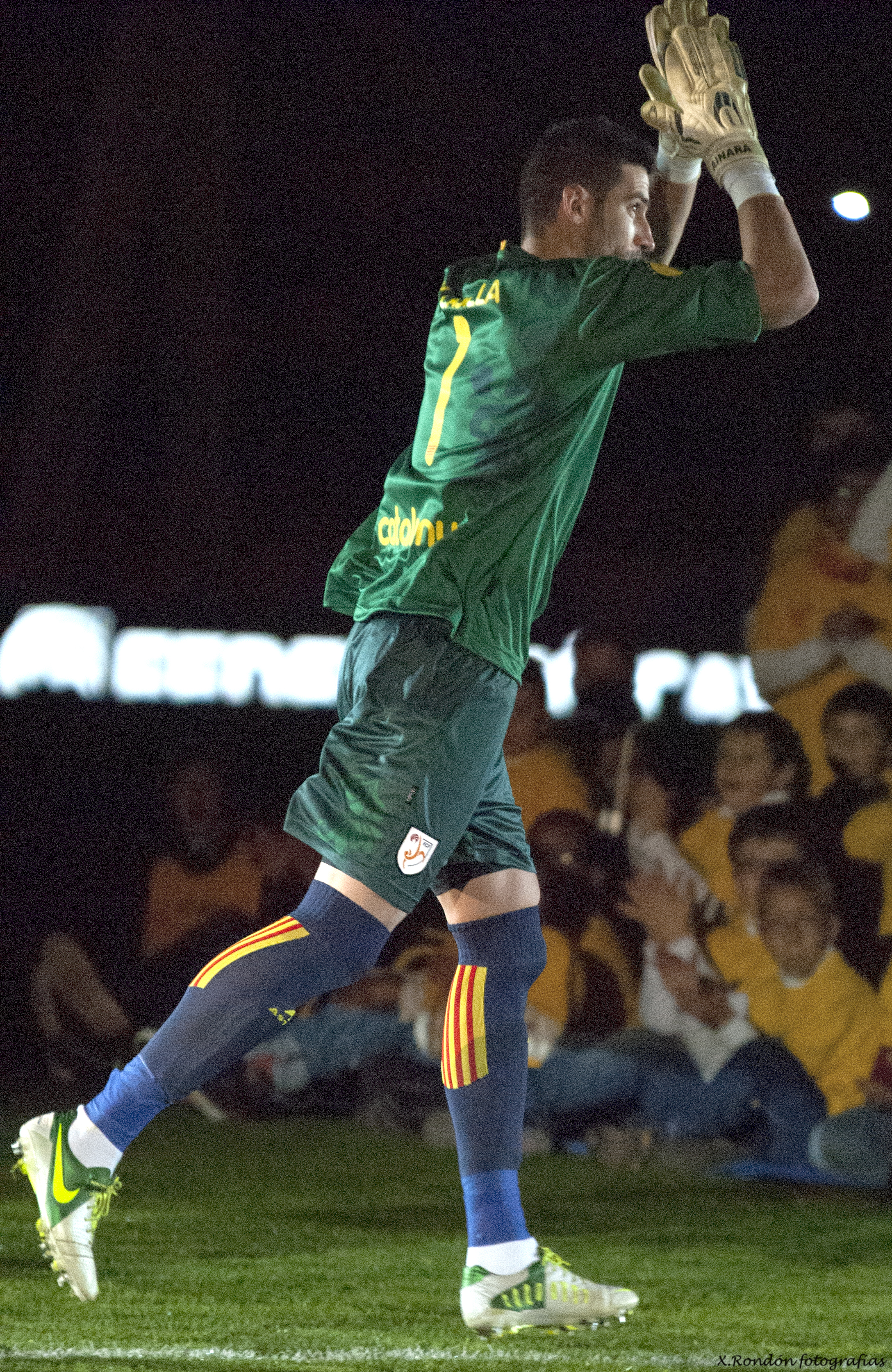
Casilla amb la el 2013

El 30 de desembre de 2011 va disputar amb la selecció catalana el Trofeu Catalunya Internacional 2011,  contra la selecció de Tunísia, un partit disputat a l'Estadi Olímpic Lluís Companys, que va acabar en empat a 0.
El 3 de gener de 2013 va disputar amb la selecció catalana el Trofeu Catalunya Internacional 2012,  contra la selecció de Nigèria, un partit disputat a l'Estadi de Cornellà-El Prat, que va acabar en empat a 1.
El 30 de desembre de 2013 va disputar com a titular amb la selecció catalana el Trofeu Catalunya Internacional 2013, un partit contra la selecció de Cap Verd, un partit disputat a l'Estadi Olímpic Lluís Companys de Barcelona, que va acabar amb victòria de la selecció catalana per 4 gols a 1.

### Selecció espanyola
Casilla va jugar un cop amb la selecció espanyola sub-21, jugant 29 minuts en un amistós perdut per 2–0 contra la selecció francesa sub-21 a Benidorm.
L'agost de 2014, Casilla va ser cridat per Vicente del Bosque per als partits contra França i Macedònia del setembre, com a tercera opció rere Iker Casillas i David de Gea. Només es va poder estrenar, de tota manera, substituint el segon pels darrers 14 minuts del partit amistós contra Alemanya, a Vigo, i essent batut per Toni Kroos amb l'únic gol del partit.

## Palmarès
RCD Espanyol
- 1 Copa Catalunya: 2010–11

Reial Madrid
- 3 Lligues de Campions: 2015–16,[43] 2016–17,[44] 2017–18
- 2 Supercopes d'Europa: 2016,[45] 2017
- 3 Campionats del món de clubs de la FIFA: 2016,[46] 2017,[47] 2018
- 1 Lliga espanyola: 2016–17[48]
- 1 Supercopa d'Espanya: 2017[49]

Leeds United
- 1 EFL Championship: 2019–20